# Koluszki

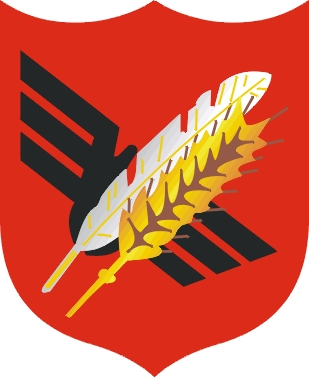
Stemă

Koluszki este un oraș în Polonia.